# Oxalis droseroides
Oxalis droseroides là một loài thực vật có hoa trong họ Chua me đất. Loài này được E. Mey. ex Sond. mô tả khoa học đầu tiên năm 1860.